# 帕列茨岩
帕列茨岩（英語：Palets Rock）是南極洲的岩層，位於毛德皇后地的阿斯特里德公主海岸，處於阿羅德羅姆納亞山和席爾馬赫山，現時由南極條約體系管理。